# Баямо-Мансанільйоська діоцезія
Бая́мо-Мансані́льйоська діоцезія (лат. Dioecesis Bayamensis-Manzanillensis; ісп. Diócesis de Bayamo-Manzanillo) — діоцезія римського обряду Католицької церкви на Кубі, з центрами у містах Баямо і Мансанільйо. Охоплює терени Гранмської провінції Куби. Входить до складу Сантьяго-де-Кубинської церковної провінції. Суфраганна діоцезія Сантьяго-де-Кубинської архідіоцезії. Заснована 9 грудня 1995 року. Голова — єпископ Баямський і Мансанільйоський. Центральні храми — Баямський і Мансанільйоський собори.  Площа — 8,362 км². Населення — 832,644 ос.; з них католики — 222.000 ос. (26.7%). Чинний голова — Альваро Хуліо Бейра-Луарка, єпископ Баямський і Мансанільйоський. Повна назва — Бая́мо-Мансанільйо́ська діоце́зія Найсвяті́шого Спаси́теля (лат. Dioecesis Sanctissimi Salvatoris Bayamensis-Manzanillensis;  ісп. Diócesis del Santísimo Salvador de Bayamo-Manzanillo; від імені Баямського Спаського собору)

## Історія
Баямо-Мансанільйоська діоцезія була створена 9 грудня 1995 року шляхом виокремлення зі складу Сантьяго-де-Кубинської архідіоцезії.

## Єпископи
- Альваро Хуліо Бейра-Луарка

## Статистика
Згідно з «Annuario Pontificio» і Catholic-Hierarchy.org:
| Рік  | Населення | Населення | Населення | Священики | Священики | Священики | Священики           | Диякони | Ченці    | Ченці | Парафії |
| Рік  | католики  | загалом   | %         | загалом   | секулярні | ченці     | вірних на священика | Диякони | чоловіки | жінки | Парафії |
| ---- | --------- | --------- | --------- | --------- | --------- | --------- | ------------------- | ------- | -------- | ----- | ------- |
| 1999 | 221.000   | 823.000   | 26,9      | 11        | 7         | 4         | 20.090              |         | 4        | 14    | 7       |
| 2000 | 221.000   | 827.590   | 26,7      | 11        | 9         | 2         | 20.090              |         | 2        | 13    | 7       |
| 2001 | 222.000   | 830.064   | 26,7      | 11        | 9         | 2         | 20.181              |         | 2        | 16    | 7       |
| 2003 | 222.000   | 832.644   | 26,7      | 11        | 10        | 1         | 20.181              |         | 1        | 17    | 7       |
| 2004 | 222.000   | 832.644   | 26,7      | 15        | 15        |           | 14.800              |         |          | 17    | 9       |
| 2014 | 222.821   | 830.645   | 26,8      | 13        | 6         | 7         | 17.140              |         | 7        | 23    | 11      |